# Peliosanthes pachystachya
Peliosanthes pachystachya là một loài thực vật có hoa trong họ Măng tây. Loài này được W.H.Chen & Y.M.Shui mô tả khoa học đầu tiên năm 2003.